# 春日正伸
春日 正伸（かすが まさのぶ、1931年11月4日 - 2012年9月18日）は、日本の音響監督である。息子は音響監督の春日一伸。太平洋テレビジョンやムービーテレビジョンに在籍し、晩年はフリーで活動していた。

## 経歴
幼少期から映画好きであり、若い頃は日活に在籍したこともあった。
NETテレビで放送された映画評論家の対談番組『洋画サロン』では編集に携わる。この番組で映画のポイントの抑え方やカットの方法を学んだという。
1961年から放送された海外ドラマ『ララミー牧場』では演出を担当。日本語吹き替えで初めて主人公に「べらんめえ口調」を取り入れたり、原語から大きく外れた意訳など工夫を凝らした結果、同年のNETテレビの番組視聴率ランキング1位及び海外ドラマ視聴率ランキング1位（43.7%）となり、一連の社会現象を巻き起こすほど人気となった。
その後も数々の海外作品で吹替版演出を担当し、アニメーションの音響監督も行うなど、吹き替えの創生期から活躍する大ベテランであった。また、大平透声優ゼミナールで講師を務めるなど、後進の育成にも力を注いでいた。教え子に、声優の飛田展男や茶風林がいる。
2012年9月18日に死去。80歳没。

## 人物・エピソード
趣味はゴルフ、車。
キャスティングでは、同じ役者を起用することが多かったため「春日組」「御大組」と呼ばれていた。
石丸博也の声優代表作である『マジンガーZ』の兜甲児役とジャッキー・チェンの吹き替えについて、最初に石丸を起用したのは共に春日である。
テレビ版吹替の演出について、映画館で見る映画とテレビで放送する映画とは全く異質なものだとの考えを持っていた。そのため、インタビューでは「多少本編から（訳や演出などの表現が）ずれちゃっても見た人たちが、ああ面白かった、良かったって思ってくれる、そういう形になれば僕はいいと思ってる」と語っている。
無音の場面には「あまりパッとしない」という理由で、独自に鈴虫の鳴き声を足したりしていた。それを淀川長治が本に書いたことがきっかけで、後に「春日虫」という業界用語ができたという。
アフレコで台詞に緊迫感が欲しい際は、テスト後すぐ本番にいかず30分か1時間くらい雑談し、わざと出演者をイラつかせてアフレコを行っていた。これについて後に「役者さんは『さんざん遊びやがったためにオレたちが苦労するじゃないか』と怒ってやるでしょ。そうすると、すごい緊迫感が出るんです」と語り、特に『戦争と平和』で井上孝雄と小山田宗徳にこれをした時は「圧巻でした」「これはもうすさまじかった」という。
思い出深い演出担当作品に『リオ・ブラボー』『怒りの荒野』『駅馬車』を挙げている。特に『駅馬車』は、「（字幕版より）ぼくが演出した日本語版の方がずっといい」と自負する程の出来になったといい、また、MEテープが無く苦労してスタッフと音声を作り上げたため「この日本語版だけはぼくにはもう二度と作れません。自分でいちばん気に入ってます」としている。

## 主な参加作品

### 日本語吹替演出

#### 映画
- アルカトラズからの脱出（テレビ朝日版）
- 怒りの荒野
- 駅馬車（NETテレビ版）
- 帰らざる河
- 案山子男
- キングコング（テレビ朝日旧版）
- ゲッタウェイ（テレビ朝日旧版）
- 荒野の決闘（NETテレビ版）
- 荒野の用心棒（NETテレビ版、テレビ朝日版）
- ザ・メン
- 地獄への道
- 死の標的（フジテレビ版）
- スピード（フジテレビ版）
- スピード2（フジテレビ版）
- ゼブラ軍団（TBS版）
- 戦争と平和（NETテレビ版）
- ダーティハリーシリーズ
  - ダーティハリー
  - ダーティハリー2（テレビ朝日版）
  - ダーティハリー3
- ダーティファイター 燃えよ鉄拳
- 大空港（テレビ朝日版）
- ダイハードシリーズ
  - ダイハード
  - ダイハード2
  - ダイハード3
- 太陽がいっぱい（フジテレビ版）
- 弾丸を噛め
- デブゴンシリーズ
  - 燃えよデブゴン
  - 燃えよデブゴン4
  - 燃えよデブゴン5
  - 燃えよデブゴン6
  - 燃えよデブゴン 出世拳
- トム・ホーン
- ドランクモンキー 酔拳
- ナバロンの嵐（テレビ朝日版）
- ハスラー（フジテレビ版）
- バットマン（TBS版）
- ピンク・キャデラック（TBS版）
- ファイナル・カウントダウン（フジテレビ版）
- フレンチ・コネクション（フジテレビ版）
- プロジェクトA（テレビ朝日版）
- ベン・ハー（フジテレビ版）
- ホーム・アローン（フジテレビ版）
- ホーム・アローン2（フジテレビ版）
- ボディガード（フジテレビ版）
- マックQ
- 燃える洞窟
- 奴らを高く吊るせ!
- リオ・ブラボー
- 11人のカウボーイ
- Mr.BOO!シリーズ
  - Mr.Boo!ミスター・ブー
  - Mr.Boo!ギャンブル大将
  - 新Mr.Boo!アヒルの警備保障
- TAXi（フジテレビ版）
- クィーン・メリー号襲撃
- 暗くなるまで待って
- クラッシュ・ダイブ（フジテレビ版）

#### テレビドラマ
- ピケット・フェンス
- ララミー牧場

#### 海外アニメ
- ザ・シンプソンズ（シーズン1のみ）
- スーパーマン（第26話まで）
- トムとジェリーの大冒険

### テレビアニメ
1972年
- マジンガーZ ※途中まで

1985年
- おねがい!サミアどん

1988年
- 小さな沼の物語 ベニイトトンボの詩（総監督）